# Свети Архангел Михаил (Драмче)
Вижте пояснителната страница за други значения на Свети Архангел Михаил.
„Свети Архангел Михаил“, известна като Шарената църква (на македонска литературна норма: „Свети Архангел Михаил“, Шарена црква), е православна църква в осоговското село Драмче, източната част на Република Северна Македония. Част е от Царевоселско-Каменишката епархия на Македонската православна църква – Охридска архиепископия.
Църквата е изградена в местността Еремия в края на XVII или началото на XVIII век. Представлява еднокорабна сграда. Престолните икони са дело на зографа Григорий Пецанов от Струмица. Църквата е цялостно изписана в XVIII – XIX век, поради което носи името Шарена, но от няколко пожара живописта е унищожена. На царските двери пише годината 1841, когато те са правени, но се предполага, че иконостасът е много по-стар. В двора на църквата се е намирало първото училище в Драмче, основано в 1869 година. Обучението се провеждало в него чак до 1922 година, когато училището е преместено в нова сграда. Училището е закрито в 2009 г. Всяка година на Свети Архангел Михаил, 21 ноември, в двора на църквата се организира традиционен събор, на който се играе и оригиналното хоро на Драмче – Копачка.